# Nicholas Alkemade

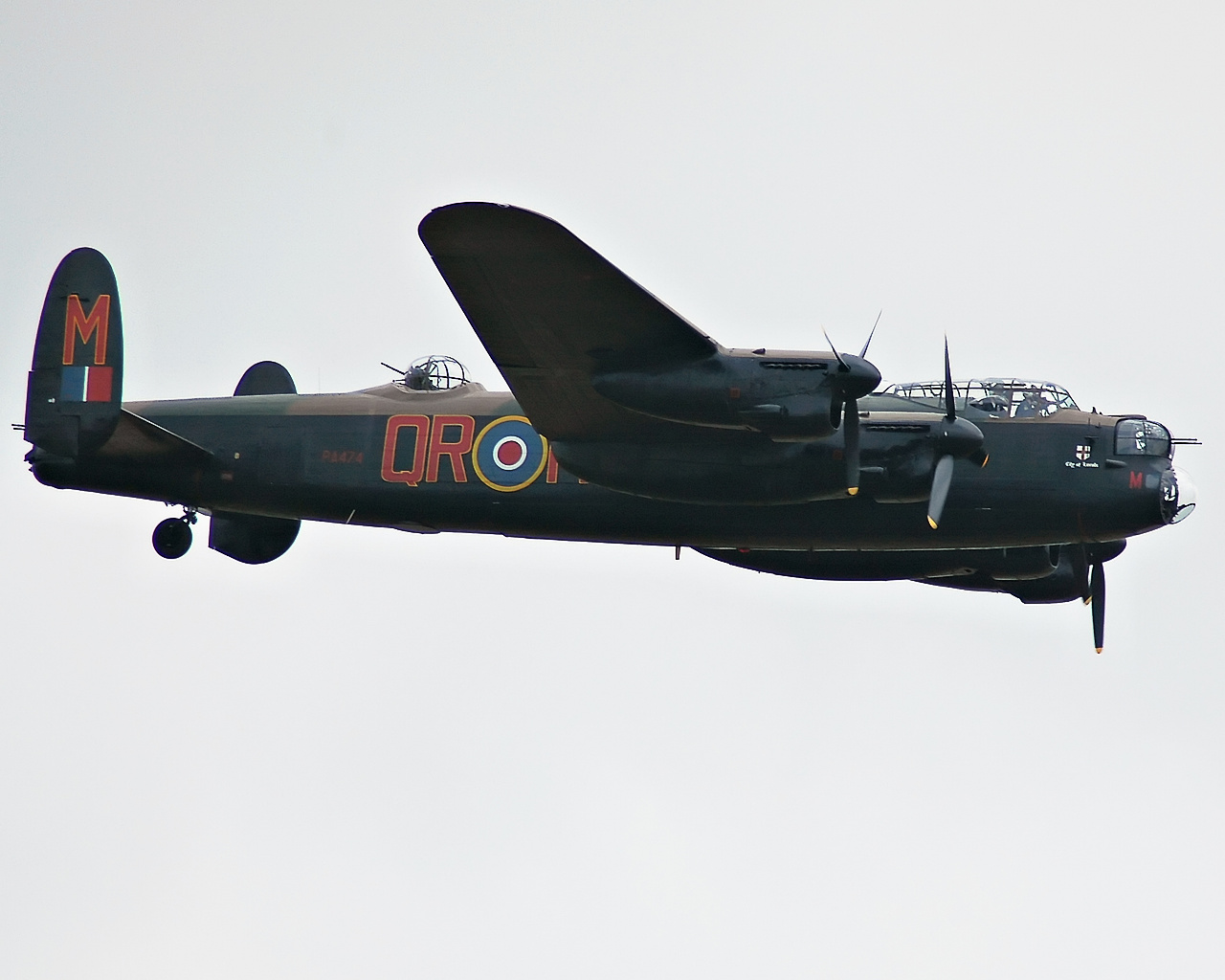
Avro Lancaster B I

Nicholas Stephen Alkemade (ur. 10 grudnia 1922 w Loughborough, Leicestershire, zm. 22 czerwca 1987 w Liskeard, Kornwalia) – brytyjski lotnik, strzelec pokładowy w Królewskich Siłach Powietrznych (RAF) podczas II wojny światowej. Przeżył swobodny spadek z wysokości 5490 metrów bez spadochronu po opuszczeniu płonącego bombowca Avro Lancaster zestrzelonego nad Niemcami.

## Służba wojskowa
W nocy 24 marca 1944 roku 21-letni sierż. Alkemade był jednym z siedmiu członków załogi samolotu Avro Lancaster B Mk. II o numerze taktycznym DS664 z 115 Dywizjonu RAF, stacjonującego w bazie RAF Witchford. Wracając z nalotu 300 bombowców na Berlin, na wschód od Schmallenbergu, DS664 został zaatakowany przez niemiecki myśliwiec nocny Junkers Ju 88 pilotowany przez por. Heinza Rökkera z Nachtjagdgeschwader 2. Atak spowodował, że Lancaster zapalił się, a załoga straciła kontrolę nad samolotem.
Alkemade nie miał na sobie spadochronu, ponieważ w tylnej wieżyczce, którą obsługiwał, nie było na niego miejsca, więc wspiął się w kierunku środka samolotu, aby go zdobyć, lecz został zatrzymany przez płomienie. Jego spadochron ostatecznie zapalił się i był bezużyteczny, więc Alkemade zdecydował się na skok z samolotu bez niego, woląc zginąć od uderzenia niż spłonąć. Spadł z wysokości 5490 metrów. Jego upadek został złagodzony przez gałęzie jodeł i miękką pokrywę śnieżną na ziemi. Był w stanie poruszać rękami i nogami, doznał jedynie skręcenia kostki. Lancaster rozbił się, stając w płomieniach i zabierając ze sobą życie pilota Jacka Newmana, inżyniera Edgara Warrena, bombardiera Charlesa Hildera oraz strzelca pokładowego Johna McDonougha. Wszyscy zostali pochowani na Cmentarzu Wojennym w Hanowerze. W 1998 roku Joe Cleary, inny ocalały z załogi Newmana, spotkał się z Rökkerem, by wspólnie odwiedzić miejsce katastrofy Lancastera w pobliżu Oberkirchen.
Po wylądowaniu Alkemade został schwytany i był przesłuchany przez Gestapo, które początkowo podważało jego twierdzenie, że spadł bez spadochronu. Trwało to do czasu, gdy zbadano wrak samolotu i znaleziono spalony spadochron, taki jak go opisał Alkemade. Niemcy wystawili Alkemade’owi specjalne zaświadczenie potwierdzające ten fakt. Jako jeniec wojenny był przetrzymywany w Stalagu Luft III. Pod koniec wojny został zmuszony przez Niemców do udziału w marszu śmierci i cudem doczekał wyzwolenia.

## Późniejsze życie
Po wojnie Alkemade pracował w przemyśle chemicznym. Wystąpił w serialu telewizji ITV „Just Amazing!”, w którym były mistrz motocyklowy Barry Sheene przeprowadzał wywiady z ludźmi, którzy – przez przypadek lub celowo – dokonali odważnych wyczynów i przeżyli to. Wystąpił również z Tomem O’Connorem w programie „I’ve Got A Secret” na BBC One 5 grudnia 1984 roku.
Alkemade zmarł 22 czerwca 1987 roku w Liskeard w Kornwalii w wieku 64 lat.

## Pamięć
W styczniu 2020 roku 115 Dywizjon w bazie RAF Wittering przegłosował zmianę nazwy jednego z hangarów na „The Alkemade Building” na cześć jego osiągnięć w RAF-ie.